# 家路の果て
『家路の果て』（いえじのはて）は、1985年にテレビ朝日系「土曜ワイド劇場」で放送されたテレビドラマ。主演は音無美紀子。視聴率は19.6%。

## キャスト
- 仁科征子（仁科の妻） - 音無美紀子
- 山藤節子（OL） - 佳那晃子
- 老刑事 - 小林昭二
- 仁科秋雄（工場の係長） - 前田吟
- 浜田光夫、出光元、小鹿番、池田鴻、友金敏雄、相馬剛三、小山武宏、山本幸代、山越正樹、飯田テル子、益田愛子、篠原靖治、財津一郎、高月忠、山浦栄、山田光一、鎌田功、杉欣也、橋田昌純、徳島嘉子、荒木理加、山本倫子、千野まき、片桐順一郎、槇浩、高村宏希、三宅邦子

## スタッフ
- 原作 - 夏樹静子『家路の果て』
- 脚本 - 重森孝子
- 監督 - 山本邦彦
- 音楽 - 田辺信一
- プロデューサー - 池ノ上雄一、白崎英介
- 制作 - テレビ朝日、東映